# 深坑黃氏興順居
深坑黃氏興順居，是深坑黃氏四子黃鳥麟的後代黃長壽等四人至深坑街建築興順居宅第，於1910年建造完成，位於今台灣新北市深坑區北深路二段133號。中華民國政府於2012年12月認定它為深坑區唯二古蹟，具有極大的價值與歷史保存意義。

## 沿革
乾隆年間，黃氏紫雲一族由福建泉州安溪來到台灣，到今深坑區定居。日治時期，黃氏子孫經商有成，先後在深坑建了《開基祖厝（北深路二段120號）》、《黃連山祖厝（文山路二段25號）》、《福安居（文山路二段31號）》、《永安居（北深路三段8號）》、《興順居（北深路二段133號）》、《潤德居（阿柔洋33號）》、《六房厝（阿柔洋35號）》等七座古厝，也因此為深坑最重要的古蹟文化遺產。中華民國政府打算把七座古厝都認定為古蹟，但是原本除了深坑黃氏永安居以外，另外六座古厝的黃氏子孫不願意將其古厝列為古蹟，所以政府將這六座古厝本身和週邊相關列為非古蹟的古建築保存區。不過後來2012年深坑黃氏興順居的黃氏後代子孫開會決定向新北市政府申請讓興順居成為古蹟。新北市政府於2012年12月正式通過興順居為與深坑黃氏永安居並列的唯二古蹟，而根據新北市政府文化局，深坑黃氏興順居被指定為古蹟的理由是因為該建築出於優良匠師用砂岩、紅磚與高級木材來做主體結構且精雕細琢，並且歷經百年仍然能夠保持完整。

## 學術
- 作者黃沼元在台灣老街歷史漫步（ISBN  9789865787776）的第113頁介紹深坑黃氏興順居。
- 作家陳盈卉在她寫的書-深坑·石碇（ISBN 9579184836）中介紹深坑黃氏興順居[7]。
- 作者陳志偉在他寫的書-小小導遊-木柵、深坑好玩耶！（ISBN 9789571449432）中介紹深坑黃氏興順居[8]
- 在密碼與光譜台灣為中心的歷史知識論一書的第94頁提到深坑黃家。[9]
- 作者張運宗在-台灣的園林宅第（ISBN 9789866731129）的第171和174頁介紹深坑黃氏興順居。
- 作者馬以工在歷史建築（北屋圖書公司，民國72年出版）一書提到當時幾個愛對傳統建築有興趣的人，選出了臺灣十大民宅之一，深坑黃宅就是其中之一。[10]
- 東南科技大學通識教育中心的官方網站形容興順居為深坑區內唯一可以與深坑黃氏永安居比美的古積[11]。由於興順居古色古香，常被新北市政府機關借來拍宣導短片或旅遊影片。[12]

## 交通
- 以下公車皆可抵達興順居，興順居站牌為「深坑區公所」：
  - 660、660（區）、679、679（區）、795、819、666、912、949

- 以下公車為下車後步行即可抵達：
  - 923 於「福安居」站下車過平埔橋後直行平埔街至深坑街口即可抵達

## 相關
- 黃姓
- 新北市文化資產列表
- 开元寺 (泉州市)，原名開元寺，又稱泉州開元寺。捐地建寺的黃守恭為深坑黃氏興順居黃氏後代的始祖。
- 深坑黃氏永安居

## 資料來源
1. ↑  中華民國文化部文化資產局-文化資產個案導覽-深坑黃氏興順居 的存檔，存档日期2013-10-21.
2. ↑  聯合新聞網地方新聞-新指定文化資產/深坑興順居
3. ↑  黃氏宗族在深坑地區的墾拓歷程及其古厝之研究-碩士論文
4. ↑  內政部都市計畫委員會第649 次會議紀錄[永久]
5. ↑  .   [2013-01-12]. （原始内容存档于2019-05-02）.
6. ↑  新北市政府文化局-深坑黃氏興順居-資產資料 的存檔，存档日期2016-03-04.
7. ↑  .   [2014-08-13]. （原始内容存档于2014-08-13）.
8. ↑  金石堂網路書店-小小導遊-木柵、深坑好玩耶！[]
9. ↑  .   [2015-10-29]. （原始内容存档于2019-05-02）.
10. ↑  歷史建築 的存檔，存档日期2016-04-06.
11. ↑  .   [2013-02-04]. （原始内容存档于2016-03-04）.
12. ↑  .   [2014-01-15]. （原始内容存档于2016-04-01）.

## 外部連結
- 文化部文化資產局-深坑黃氏興順居